# Þrymr

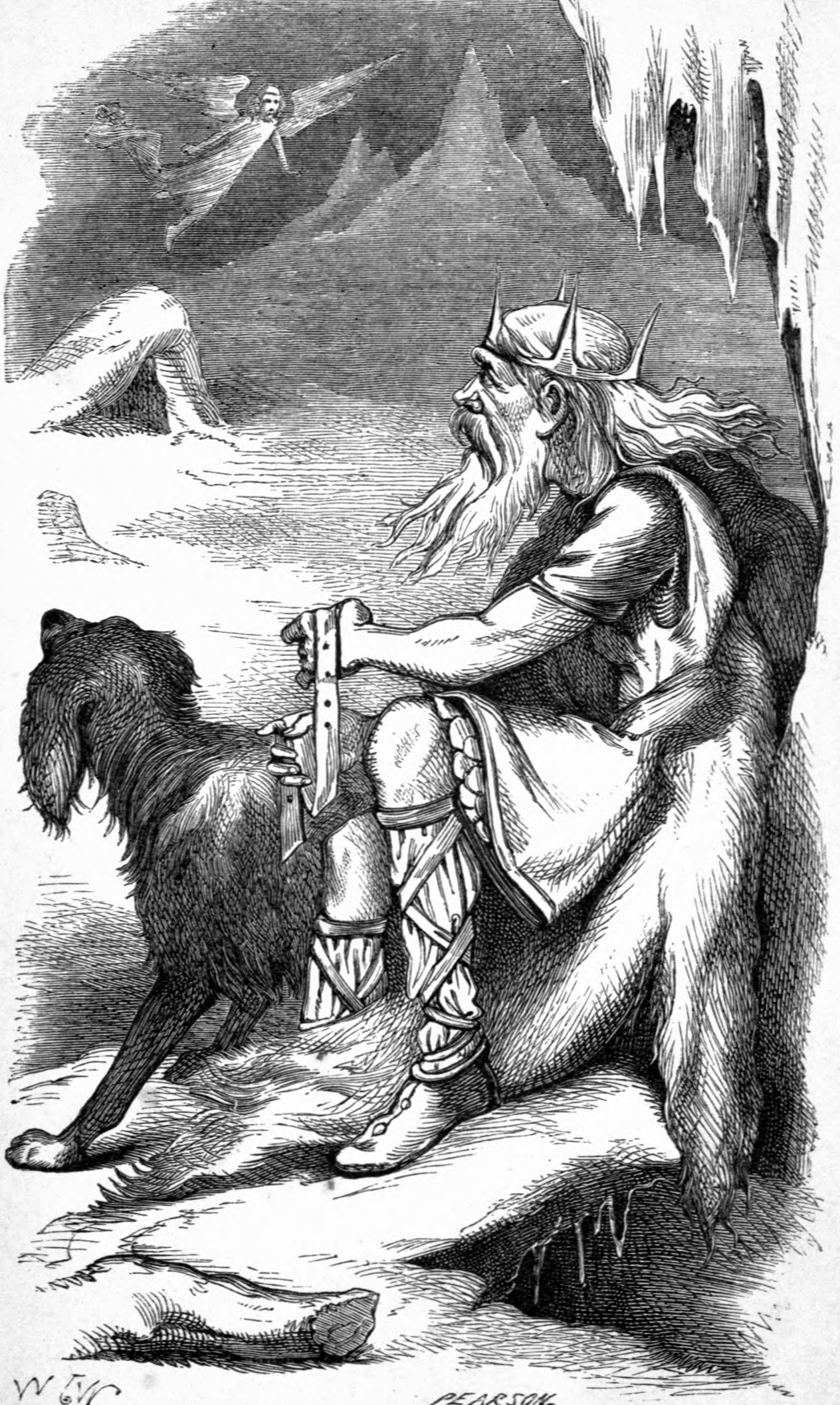
Thrym e il suo cane

Nella mitologia norrena, Þrymr (Thrymr, Thrym; "frastuono") il re dei giganti jotnar, rubò Mjöllnir, il martello di Thor, per obbligare gli dei a concedergli Freyja in moglie. Il suo regno era chiamato Jǫtunheimr, e secondo il Hversu Noregr byggðist, si tratterebbe della provincia svedese di Värmland.
Il piano di Þrymr fu sventato grazie alla conoscenza di Heimdallr, all'astuzia di Loki, ed alla pura violenza di Thor.  Thor, figlio di Odino, in seguito uccise Thrym, la sorella, e tutti i suoi parenti jotnar presenti al ricevimento di matrimonio. Il poema Þrymskviða fornisce dettagli su come Thor rientrò in possesso del proprio martello. Bergfinnr è uno dei figli di Thrymr, il gigante del Värmland.
Il satellite di Saturno Thrymr prende il nome da questo personaggio. Thrymr è citato anche nella saga fantastica Magnus Chase e gli dei di Asgard dove deve sposare una delle protagoniste.